# Reis latinos de Alba Longa

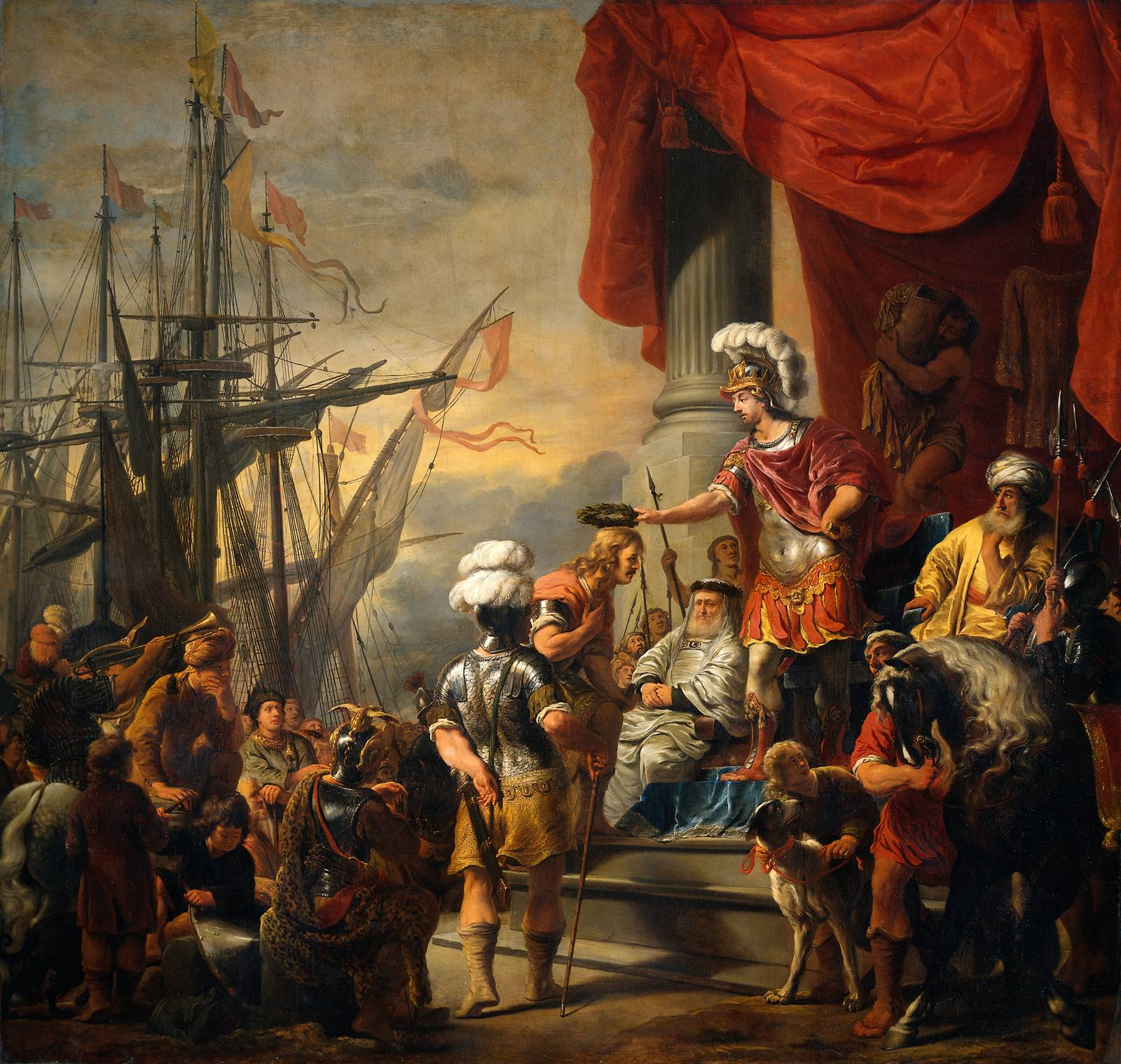
A mitológica pintura do século XVII de Ferdinand Bol, onde se mostra Eneias de armadura coroando com louros ao vencedor de uma corrida; ele governa em conjunto com os Latinus.

Os reis latinos de Alba Longa, também conhecidos como os reis latinos de Roma ou reis albanos de Roma, são uma série de reis legendários do Lácio, reinando principalmente de Alba Longa. Na tradição mítica da fundação de Roma, eles preenchem uma lacuna de 400 anos entre o estabelecimento de Eneias na Itália e o assentamento das muralhas da cidade de Roma por Rômulo e Remo. Foi desta linha de descendência juliana alegou parentesco.
Após a derrota e a destruição de Alba Longa e da incorporação do Lácio para o Estado romano, a realeza albana foi sucedida por uma série de reis geralmente chamados de "etruscos", embora apenas alguns membros desta linhagem fossem trazidos da vizinha Etrúria para reinar.

## Antecedentes
Na mitologia romana, o Reino de Alba Longa foi uma antiga monarquia localizada na atual região do Lácio na Itália. Sua capital era Alba Longa, mas que incluía outras cidades como Lavínio e Lácio. Embora a arqueologia confirmara que Roma fora fundada por uma colônia de pessoas de Alba Longa, não existem registros históricos para o período.
Segundo a lenda, após a queda de Troia, o príncipe troiano Eneias liderou um bando de refugiados com o objetivo de fundar uma nova cidade, chegando eventualmente a Itália. A data tradicional da guerra foi estabelecida por Eratóstenes como 1183 a.C., deixando uma lacuna de cerca de quatro séculos, até a fundação tradicional de Roma em 753 a.C. A genealogia dos reis albanos justifica os laços estreitos entre Roma e suas comunidades latinas, reforçando o status das famílias latinas que poderiam reivindicar sua descendência de um ancestral lendário. Tal era a ânsia de reivindicar um pedigree de Troia na República Romana tardia, que 15 listas diferentes de reivindicação entre os reis albanos de Eneias à Rômulo sobreviveram.
O filho de Eneias foi Ascânio, também conhecido como um lulo, a partir do qual o nome gens lulius, pode ter sido uma variação na qual Júlio César poderia derivar. Ascânio é o lendário fundador de Alba Longa. Seu sucessor foi Sílvio seu meio-irmão e filho de Eneias e Lavínia, e neto de Latino. Eles nunca governaram Alba Longa, mas residiam em Lavínio. Embora a localização exata de Alba Longa continua sendo difícil de provar, há evidências arqueológicas da Idade do Ferro, assentamentos na área tradicionalmente identificada como o sítio.
Os nomes na lista são formados de várias formas. Alguns são baseados em nomes de lugares nos arredores de Roma, como Tiberino, Aventino e Capeto. Outros são racionalizações de figuras míticas, ou puras invenções para fornecer antepassados notáveis para o Estado em busca de famílias romanas.

## Lista dos reis latinos
A lista a seguir foi baseada em Tito Lívio e Dionísio de Halicarnasso, que são as fontes para o comprimento de cada reinado.
- Latino, rei dos "Aborígenes", que deu seu nome para o novo Estado latino, sendo governado a partir de Laurento por Eneias e sua própria filha Lavínia, dada em casamento com Eneias.
- Eneias, um nobre troiano que liderou uma força que abandonou Troia durante seu colapso. Listado como o primeiro rei latino tanto por Lívio e Dionísio. Ele governou de Lavínio.
- Ascânio, um filho de Eneias e sua esposa troiana Creúsa. Fundador de Alba Longa. Governou durante 38 anos (1179-1141 a.C.).
- Sílvio, um filho de Eneias com Lavínia, jovem meio-irmão de Ascânio. Reinou por 29 anos (1141-1112 a.C.).
- Eneias Sílvio, um filho de Sílvio. Reinou por 31 anos (1112-1081 a.C.).
- Latino Sílvio, possivelmente um filho de Eneias Sílvio. Reinou por 51 anos (1081-1030 a.C.).
- Alba, possivelmente um filho de Latino Sílvio. Reinou por 39 anos (1030-991 a.C.).
- Átis (em Lívio), ou Capetus (em Dionísio). Possivelmente um filho de Alba. Reinou por 26 anos (991-965 a.C.).
- Cápis, possivelmente um filho de Capetus. Reinou por 28 anos (965-937 a.C.).
- Capetus Sílvio ou Calpetus. Possivelmente um filho de Cápis. Reinou por 13 anos (937-924 a.C.).
- Tiberino Sílvio, possivelmente um filho de Capetus Sílvio. Reinou por 8 anos (924-916 a.C.). Alegadamente morto em batalha perto do rio Albula e seu corpo foi levado. O rio foi rebatizado de Tibre.
- Agripa, possivelmente um filho de Tiberino. Reinou por 41 anos (916-875 a.C.).
- Rômulo Sílvio (em Lívio), ou Aládio (em Dionísio). Possivelmente um filho de Agripa. Reinou por 19 anos (875-856 a.C.). Alegadamente um tirano e désdem dos Deuses. Ele assustava as pessoas, lançando-as aos raios, até que ele mesmo foi assassinado por um, e sua casa submersa no Lago Albano.
- Aventino, possivelmente um filho de Aládio. Reinou por 37 anos (856-819 a.C.). O Monte Aventino teria sido batizado em sua homenagem.
- Procas ou Proca. Possivelmente um filho de Aventino. Reinou por 23 anos (819-796 a.C.).
- Amúlio, um jovem filho de Procas que teria usurpado o trono. Reinou por 42 anos (796-754 a.C.). Assassinado por seus sobrinhos-neto Rômulo e Remo.
- Numitor, o irmão mais velho de Amúlio. Consta que ele o sucedeu um ano antes da fundação de Roma. Seu sucessor não foi nomeado, mas deve ter havido um, e ele deve ter sido da mesma dinastia, como Caio Cluilío, último rei de Alba Longa, descendente de Eneias, morreu de causas naturais, enquanto estava no campo de batalha durante o cerco de Roma sob a realeza de Túlio Hostílio.
- Rômulo, primeiro rei de Roma, reinou em Roma. Filho de Reia Sílvia, filha de Numitor.

## Genealogia
|  |  |        |        |        |        | Anquises          | Anquises          | Anquises          | Anquises          | Anquises          | Anquises          |          |          | Vênus        | Vênus       | Vênus           | Vênus         | Vênus         | Vênus         |               |               | Latino  | Latino  | Latino  | Latino  | Latino | Latino |        |        |      |      |
|  |  |        |        |        |        | Anquises          | Anquises          | Anquises          | Anquises          | Anquises          | Anquises          |          |          | Vênus        | Vênus       | Vênus           | Vênus         | Vênus         | Vênus         |               |               | Latino  | Latino  | Latino  | Latino  | Latino | Latino |        |        |      |      |
|  |  |        |        |        |        |                   |                   |                   |                   |                   |                   |          |          |              |             |                 |               |               |               |               |               |         |         |         |         |        |        |        |        |      |      |
|  |  | Creúsa | Creúsa | Creúsa | Creúsa | Creúsa            | Creúsa            |                   |                   | Eneias            | Eneias            | Eneias   | Eneias   | Eneias       | Eneias      |                 |               |               |               | Lavínia       | Lavínia       | Lavínia | Lavínia | Lavínia | Lavínia |        |        |        |        |      |      |
|  |  | Creúsa | Creúsa | Creúsa | Creúsa | Creúsa            | Creúsa            |                   |                   | Eneias            | Eneias            | Eneias   | Eneias   | Eneias       | Eneias      |                 |               |               |               | Lavínia       | Lavínia       | Lavínia | Lavínia | Lavínia | Lavínia |        |        |        |        |      |      |
|  |  |        |        |        |        |                   |                   |                   |                   |                   |                   |          |          |              |             |                 |               |               |               |               |               |         |         |         |         |        |        |        |        |      |      |
|  |  |        |        |        |        | Ascânio, ou Iulo  | Ascânio, ou Iulo  | Ascânio, ou Iulo  | Ascânio, ou Iulo  | Ascânio, ou Iulo  | Ascânio, ou Iulo  |          |          | Sílvio       | Sílvio      | Sílvio          | Sílvio        | Sílvio        | Sílvio        |               |               |         |         |         |         |        |        |        |        |      |      |
|  |  |        |        |        |        | Ascânio, ou Iulo  | Ascânio, ou Iulo  | Ascânio, ou Iulo  | Ascânio, ou Iulo  | Ascânio, ou Iulo  | Ascânio, ou Iulo  |          |          | Sílvio       | Sílvio      | Sílvio          | Sílvio        | Sílvio        | Sílvio        |               |               |         |         |         |         |        |        |        |        |      |      |
|  |  |        |        |        |        | Sílvio            | Sílvio            | Sílvio            | Sílvio            | Sílvio            | Sílvio            |          |          |              |             | Eneias Sílvio   | Eneias Sílvio | Eneias Sílvio | Eneias Sílvio | Eneias Sílvio | Eneias Sílvio |         |         |         |         |        |        |        |        |      |      |
|  |  |        |        |        |        | Sílvio            | Sílvio            | Sílvio            | Sílvio            | Sílvio            | Sílvio            |          |          |              |             | Eneias Sílvio   | Eneias Sílvio | Eneias Sílvio | Eneias Sílvio | Eneias Sílvio | Eneias Sílvio |         |         |         |         |        |        |        |        |      |      |
|  |  |        |        |        |        | Bruto da Bretanha | Bruto da Bretanha | Bruto da Bretanha | Bruto da Bretanha | Bruto da Bretanha | Bruto da Bretanha |          |          |              |             | Latino Sílvio   | Latino Sílvio | Latino Sílvio | Latino Sílvio | Latino Sílvio | Latino Sílvio |         |         |         |         |        |        |        |        |      |      |
|  |  |        |        |        |        | Bruto da Bretanha | Bruto da Bretanha | Bruto da Bretanha | Bruto da Bretanha | Bruto da Bretanha | Bruto da Bretanha |          |          |              |             | Latino Sílvio   | Latino Sílvio | Latino Sílvio | Latino Sílvio | Latino Sílvio | Latino Sílvio |         |         |         |         |        |        |        |        |      |      |
|  |  |        |        |        |        |                   |                   |                   |                   |                   |                   |          |          |              |             | Alba            |               |               |               |               |               |         |         |         |         |        |        |        |        |      |      |
|  |  |        |        |        |        |                   |                   |                   |                   |                   |                   |          |          |              |             |                 |               |               |               |               |               |         |         |         |         |        |        |        |        |      |      |
|  |  |        |        |        |        |                   |                   |                   |                   |                   |                   |          |          |              |             | Átis            |               |               |               |               |               |         |         |         |         |        |        |        |        |      |      |
|  |  |        |        |        |        |                   |                   |                   |                   |                   |                   |          |          |              |             |                 |               |               |               |               |               |         |         |         |         |        |        |        |        |      |      |
|  |  |        |        |        |        |                   |                   |                   |                   |                   |                   |          |          |              |             | Cápis           |               |               |               |               |               |         |         |         |         |        |        |        |        |      |      |
|  |  |        |        |        |        |                   |                   |                   |                   |                   |                   |          |          |              |             |                 |               |               |               |               |               |         |         |         |         |        |        |        |        |      |      |
|  |  |        |        |        |        |                   |                   |                   |                   |                   |                   |          |          |              |             | Capetus         |               |               |               |               |               |         |         |         |         |        |        |        |        |      |      |
|  |  |        |        |        |        |                   |                   |                   |                   |                   |                   |          |          |              |             |                 |               |               |               |               |               |         |         |         |         |        |        |        |        |      |      |
|  |  |        |        |        |        |                   |                   |                   |                   |                   |                   |          |          |              |             | Tiberino Sílvio |               |               |               |               |               |         |         |         |         |        |        |        |        |      |      |
|  |  |        |        |        |        |                   |                   |                   |                   |                   |                   |          |          |              |             |                 |               |               |               |               |               |         |         |         |         |        |        |        |        |      |      |
|  |  |        |        |        |        |                   |                   |                   |                   |                   |                   |          |          |              |             | Agripa          |               |               |               |               |               |         |         |         |         |        |        |        |        |      |      |
|  |  |        |        |        |        |                   |                   |                   |                   |                   |                   |          |          |              |             |                 |               |               |               |               |               |         |         |         |         |        |        |        |        |      |      |
|  |  |        |        |        |        |                   |                   |                   |                   |                   |                   |          |          |              |             | Rômulo Sílvio   |               |               |               |               |               |         |         |         |         |        |        |        |        |      |      |
|  |  |        |        |        |        |                   |                   |                   |                   |                   |                   |          |          |              |             |                 |               |               |               |               |               |         |         |         |         |        |        |        |        |      |      |
|  |  |        |        |        |        |                   |                   |                   |                   |                   |                   |          |          |              |             | Aventino        |               |               |               |               |               |         |         |         |         |        |        |        |        |      |      |
|  |  |        |        |        |        |                   |                   |                   |                   |                   |                   |          |          |              |             |                 |               |               |               |               |               |         |         |         |         |        |        |        |        |      |      |
|  |  |        |        |        |        |                   |                   |                   |                   |                   |                   |          |          |              |             | Procas          |               |               |               |               |               |         |         |         |         |        |        |        |        |      |      |
|  |  |        |        |        |        |                   |                   |                   |                   |                   |                   |          |          |              |             |                 |               |               |               |               |               |         |         |         |         |        |        |        |        |      |      |
|  |  |        |        |        |        |                   |                   |                   |                   |                   |                   |          |          |              |             |                 |               |               |               |               |               |         |         |         |         |        |        |        |        |      |      |
|  |  |        |        |        |        |                   |                   |                   |                   |                   |                   |          |          |              |             | Numitor         | Numitor       | Numitor       | Numitor       | Numitor       | Numitor       |         |         | Amúlio  | Amúlio  | Amúlio | Amúlio | Amúlio | Amúlio |      |      |
|  |  |        |        |        |        |                   |                   |                   |                   |                   |                   |          |          |              |             | Numitor         | Numitor       | Numitor       | Numitor       | Numitor       | Numitor       |         |         | Amúlio  | Amúlio  | Amúlio | Amúlio | Amúlio | Amúlio |      |      |
|  |  |        |        |        |        |                   |                   |                   |                   |                   |                   |          |          | Réia Sílvia  | Réia Sílvia | Réia Sílvia     | Réia Sílvia   | Réia Sílvia   | Réia Sílvia   |               |               | Marte   | Marte   | Marte   | Marte   | Marte  | Marte  |        |        |      |      |
|  |  |        |        |        |        |                   |                   |                   |                   |                   |                   |          |          | Réia Sílvia  | Réia Sílvia | Réia Sílvia     | Réia Sílvia   | Réia Sílvia   | Réia Sílvia   |               |               | Marte   | Marte   | Marte   | Marte   | Marte  | Marte  |        |        |      |      |
|  |  |        |        |        |        |                   |                   |                   |                   |                   |                   |          |          |              |             |                 |               |               |               |               |               |         |         |         |         |        |        |        |        |      |      |
|  |  |        |        |        |        |                   |                   |                   |                   |                   |                   |          |          |              |             |                 |               |               |               |               |               |         |         |         |         |        |        |        |        |      |      |
|  |  |        |        |        |        |                   |                   |                   |                   | Hersilia          | Hersilia          | Hersilia | Hersilia | Hersilia     | Hersilia    |                 |               | Rômulo        | Rômulo        | Rômulo        | Rômulo        | Rômulo  | Rômulo  |         |         | Remo   | Remo   | Remo   | Remo   | Remo | Remo |
|  |  |        |        |        |        |                   |                   |                   |                   | Hersilia          | Hersilia          | Hersilia | Hersilia | Hersilia     | Hersilia    |                 |               | Rômulo        | Rômulo        | Rômulo        | Rômulo        | Rômulo  | Rômulo  |         |         | Remo   | Remo   | Remo   | Remo   | Remo | Remo |
|  |  |        |        |        |        |                   |                   |                   |                   |                   |                   |          |          |              |             |                 |               |               |               |               |               |         |         |         |         |        |        |        |        |      |      |
|  |  |        |        |        |        |                   |                   |                   |                   |                   |                   |          |          | Reis de Roma |             |                 |               |               |               |               |               |         |         |         |         |        |        |        |        |      |      |